# エコ (通貨)

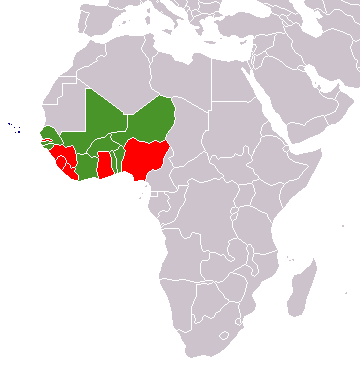
CFAフラン
将来のエコ経済圏
ECOWASのみ（カーボベルデ）

エコ（Eco）は2027年より導入が計画されている統一通貨単位である。当初は西アフリカ諸国経済共同体（ECOWAS）において計画されていたが、その後一部の国が参加を見送り、現在は9カ国のみ参加を表明している。

## 経過
ECOWAS加盟国15カ国のうち8カ国がフランス・フラン、ユーロとレートが固定されているCFAフランを、残り7カ国では独自の通貨を使用してきたが、1990年頃よりECOWAS内で使用可能な単一通貨の導入が検討されてきた。特にCFAフランを導入している国家は、外貨準備高の50%をフランスの国庫にて管理する義務が課せられており、旧宗主国による経済支配であると批判されてきた。
2019年6月29日、ナイジェリアの首都アブジャにおいて開催されたECOWAS首脳会議において、2020年までに単一通貨の導入を目指し、その通貨単位の名称をエコ（Eco）とすることを決定した。
同年12月21日にはコートジボワールの首都アビジャンにおいて、CFAフラン使用の8カ国とフランスの間で通貨改革協定が締結され、CFAフラン使用国がエコに移行した場合、従来の外貨準備高50%保管のルールを撤廃することとなった。2020年5月20日、フランス政府はこの通貨協定の批准を閣議決定した。
エコは当初、変動相場制を採用する予定であったが、2019年12月の時点ではユーロとの固定相場制を予定している。2020年以降、条件を満たした国から随時、エコに移行する予定となったが、2020年1月16日にナイジェリアの首都アブジャで開催された西アフリカ通貨圏（WAMZ）の臨時会合において、WAMZに加盟する6カ国はエコへの参加を見送ることを決定した。これによりエコ参加国は西アフリカ経済通貨同盟（UEMOA）の8カ国とカーボベルデの合計9カ国のみとなった。
2020年9月26日、コートジボワール大統領のアラサン・ワタラはECOWAS首脳会議に出席した際、COVID-19がアメリカ合衆国に与える影響などを考えれば今後3年から5年以内にエコを導入することは不可能だと記者団に発言した。しかしこの発言にガーナのジェリー・ローリングス元大統領は反発し、ユーロとの固定相場制にも反対した。
2020年12月、フランスの議員はアフリカでのCFAフランの廃止を求めている。代理人はまた、植民地通貨として機能するCFAフランを非難している。
2021年5月、フランスは西アフリカ諸国中央銀行（BCEAO）の口座に50億ユーロを送金するプロセスを開始した。パリの決定は、エコになることを求められたCFAフランの改革の枠組みの中で行われる。
2021年6月19日、西アフリカ諸国経済共同体（ECOWAS）の首脳は、2027年に共通の「エコ」通貨を立ち上げるための新たなロードマップを採択した。
2023年9月、ECOWASは、2027年までに共通のエコ通貨を導入するという約束を改めて表明した。 ECOWAS委員会は、共通エコ通貨の発行に向けたロードマップに概説されているプロセスとプログラムが予定通り順調に進むよう、可能な限りのあらゆる措置を講じると述べている。 この委員会は、西アフリカ中央銀行および小地域における通貨統合の成功に必要なその他の関連機関の設立を加速する責任を負う。
2024年7月、ECOWASのサミット中に、ECOWASによるECO実施の一環として。加盟国は、加盟国が多年に一度の収束プログラムを定期的に伝達することの重要性を強調する。
2024年12月、ECOWASはECO発足に向けた候補加盟国を選定するための基準を採択した。 ECOWASはまた、西アフリカ通貨庁（WAMA）と協力して、これらの基準を通貨統合に関する議定書に組み込むことをECOWAS委員会に義務付けました。 ECOの立ち上げに必要な改革の資金調達に関する委員会の提案も承認された。
2025年3月3日、ECOWAS委員会は加盟国の財務大臣と中央銀行総裁を集め、将来の地域単一通貨であるECOの導入に向けたロードマップの進捗状況を評価することを主な目的とした第11回収束評議会会合を開催した。

## 参加国

### 参加を予定している国
- ベナン
- ブルキナファソ
- カーボベルデ
- ギニアビサウ
- コートジボワール
- マリ
- ニジェール
- セネガル
- トーゴ

### 参加を予定していた国
西アフリカ通貨圏（WAMZ）に加盟する6カ国は、2020年1月16日に参加見送りを決定している。
- ガンビア
- ガーナ
- ギニア
- リベリア
- ナイジェリア
- シエラレオネ

## 批判
一部の経済学者からは当初、ECOWAS域内の総生産のうち3分の2をナイジェリアが占めているなど加盟国間で経済的格差が大きいため、単一通貨を導入することで加盟国の経済的なリスク要因となりうると警告された（前述の通り、ナイジェリアは後に参加を取りやめた）。